# Józef Kazimierz Kossakowski
Józef Kazimierz Kossakowski herbu Ślepowron (ur. 16 marca 1738 w Kownie, zm. 9 maja 1794 w Warszawie) – biskup inflancko-piltyński od 1781, kustosz wileńskiej kapituły katedralnej w 1789, działacz polityczny, konsyliarz z Senatu w konfederacji targowickiej, członek konfederacji grodzieńskiej w 1793, publicysta, powieściopisarz, komediopisarz i tłumacz.

## Życiorys
Urodził się 16 marca roku 1738 w Kownie lub w pobliskich Szyłach, jako syn Dominika (zm. 1743), stolnika kowieńskiego i Marianny z Zabiełłów. Pochodził ze znanego na Litwie rodu szlacheckiego, był bratem hetmana Szymona, a także senatorów – kasztelana Antoniego i wojewody Michała. Pierwsze nauki pobierał (1746–1755) w szkołach jezuickich w Kownie i w Akademii Wileńskiej. W 1758, już jako podczaszy kowieński, posłował na sejm (z powiatu kowieńskiego). Rok później otrzymał od króla Augusta III tytuł szambelana. W 1760 wstąpił do seminarium Św. Krzyża w Warszawie. Wkrótce nawiązał bliższe kontakty z podskarbim wielkim litewskim J. Flemmingiem, z którym bywał na sejmikach i trybunałach. Poseł na sejm nadzwyczajny 1761 roku z powiatu kowieńskiego. Był uczestnikiem konfederacji barskiej.
17 kwietnia 1763 przyjął święcenia kapłańskie, studiował w Wilnie i Warszawie. Pełnił kościelne funkcje proboszcza w Wołpie i kanonika w Wilnie, udzielał się także politycznie.
Od 1775 był pisarzem wielkim litewskim, w 1781 odznaczony Orderem Orła Białego, kawaler Orderu Świętego Stanisława od 1778.
13 marca 1775 został mianowany biskupem tytularnym Cinna, z obowiązkami biskupa pomocniczego wileńskiego (w Trokach). 17 września 1781 został przeniesiony na biskupstwo inflanckie, pełnił także funkcję administratora apostolskiego diecezji kurlandzkiej. Dokonał wówczas wielu oszustw i machinacji finansowych dla wzbogacenia się. Od 1787 pobierał stałą roczną pensję z ambasady rosyjskiej, otrzymywał 1500 dukatów rocznie. Był protegowanym ambasadora Stackelberga i z jego nominacji zasiadał w Radzie Nieustającej 1782–1786. Jako przeciwnik konstytucji majowej, zainscenizował i inspirował protest J. Suchorzewskiego. 19 grudnia 1791 nadano mu godność biskupa koadiutora wileńskiego (przy osobie Ignacego Massalskiego). W okresie jego rządów diecezja inflancka została na krótki czas włączona do nowej archidiecezji mohylewskiej (1783). W tym okresie rozbudował rezydencję rodową w Janowie koło Kowna. Członek Departamentu Sprawiedliwości Rady Nieustającej w 1783.
Był zwolennikiem stronnictwa rosyjskiego i cesarzowej Katarzyny II. Był członkiem konfederacji Sejmu Czteroletniego. Był jednym z sygnatariuszy Konstytucji 3 maja. 27 kwietnia 1792, jako jeden z pierwszych trzynastu sygnatariuszy, podpisał w Petersburgu akt konfederacji targowickiej. Wraz z bratem Szymonem stał na czele targowiczan na Litwie, faktycznie przejął władzę nad Litwą przy pomocy wojsk rosyjskich. Na sejmie grodzieńskim w 1793 został mianowany przez króla Stanisława Augusta Poniatowskiego członkiem deputacji do traktowania z posłem rosyjskim Jakobem Sieversem. 22 lipca 1793 podpisał traktat cesji przez Rzeczpospolitą ziem zagarniętych przez Rosję, a 25 września cesji ziem zagarniętych przez Prusy w II rozbiorze Polski. Był członkiem Komisji Edukacyjnej Wielkiego Księstwa Litewskiego z nominacji konfederacji targowickiej w 1793.
Podczas insurekcji kościuszkowskiej, 17 kwietnia został aresztowany, a 5 dni później cały jego majątek został skonfiskowany na rzecz powstania postanowieniem Rady Zastępczej Tymczasowej. 9 maja został razem z hetmanem wielkim koronnym Piotrem Ożarowskim, marszałkiem Rady Nieustającej Józefem Ankwiczem i hetmanem polnym litewskim Józefem Zabiełłą przekazany przez Radę Zastępczą Tymczasową pod jurysdykcję Sądu Kryminalnego dla Warszawy i Księstwa Mazowieckiego, który po kilku godzinach wydał wyrok śmierci przez powieszenie z natychmiastowym wykonaniem. Trzej pierwsi zostali powieszeni przed ratuszem na Rynku Starego Miasta. Kossakowski, po zdjęciu święceń kapłańskich, został powieszony na szubienicy przed kościołem św. Anny. Pod szubienicę przyniesiono go na krześle. Po zdjęciu z szubienicy jego zwłoki zostały pochowane na polach za Nalewkami. W grudniu 1794 jego ciało ekshumował jeden z członków rodziny i pochował w Janowie.
Jego następcą na stolicy biskupiej inflanckiej został krewny, Jan Nepomucen Kossakowski.

## Twórczość

### Ważniejsze dzieła i kazania
1. Kazanie na pogrzebie Aleks. Pocieja, wojew. trock. 25 stycznia 1770, Wilno (1770)
2. Kazanie... na pogrzebie... Ludwika i Wiktorii z Potockich Pociejów... miane w kościele ks. ks. dominikanów Ś. Ducha d. 17 maja r. 1771, Wilno (1771)
3. Kazanie na pogrzebie ciała... Leonarda hrabi Pocieja... miane w roku 1774 miesiąca października 25 dnia... Na żądanie... familii do druku podane, Wilno (1774)
4. Piotruszek, powst. w latach 1778–1779, niewydany; pamflet na A. Tyzenhauza; inform. Pamiętniki autora (s. 103)
5. Warszawianin w domu. Komedia oryginalna we 3 aktach, wyst.: Janów 1784, Warszawa 26 listopada 1785; wyd. Warszawa 1786
6. Panicz gospodarz, czyli kontynuacja Warszawianina w domu. Komedia oryginalna we 3 aktach, wyst. Janów 1784, Warszawa 22 stycznia 1786; wyd. Warszawa 1786[25]
7. Mądry Polak po szkodzie, czyli kontynuacja Panicza gospodarza i Warszawianina w domu. Komedia oryginalna we 3 aktach, na teatrze warszawskim reprezentowana (24 czerwca 1786), Warszawa 1786; prawdopodobnie tę właśnie komedię tytułuje autor w swych Pamiętnikach (s. 171): Pan oszukany (wyst. Janów 1784)
8. Gospodarz znudzony. Komedia, wyst. Janów 1784; inform. Pamiętniki (s. 171)
9. Ksiądz pleban cz. 1, Warszawa 1786; wyd. 2 zmienione Warszawa 1788
10. Obywatel t. 1, Warszawa 1788; Estreicher XXII (1908), 567, mylnie przypisywał ten utwór T. Morskiemu
11. Pamiętniki... 1733-1788, wyd. A. Darowski, Warszawa 1891
12. Mowa... na sesji sejmowej dnia 27 października 1788, Warszawa (1788); w czasie tegoż sejmu wydano ponadto mowy z następujących dni: 3 i 12 listopada 1788; 13 stycznia i 21 lipca 1789; 9 (także w przekł. niemieckim) i 17 września 1790; 29 marca 1791
13. Odpowiedź na pismo w języku francuskim przez JP. d'Heykinga, delegata Piltyńskiego, podane do Stanów, usprawiedliwiająca projekt podany pod tytułem: Pozwolenie uczynienia..., (Warszawa 1790); przekł. niemiecki (1790)
14. Rozmowa Solona z Kadym (Warszawa 1790; 2 wydania), przedr. B. Leśnodorski w: Kuźnica Kołłątajowska, Wrocław (1949), Biblioteka Narodowa seria I, nr 130; autorstwo przyznawane tradycyjnie Kossakowskiemu (porównaj: J. Nowak-Dłużewski i G. Frydrychowicz); Estreicher mylnie przypisywał M. Czackiemu, a E. Kipa – A. K. Czartoryskiemu; przekł. francuski (rękopis: brak daty)
15. Czarownica, brak miejsca wydania (1791; 2 wydania); pamflet na Konstytucję 3 Maja
16. Fragment z rękopisma arabskiego, brak miejsca wydania (1791); rękopis: Biblioteka Czartoryskich, sygn. 2348, (autorstwo sporne: przypisywane Kossakowskiemu przez W. Smoleńskiego i J. Nowaka-Dłużewskiego; kwestionowane przez G. Frydrychowicz; E. Kipa przypisywał A. K. Czartoryskiemu jako wysuwanemu przez siebie autorowi poz. 14)
17. Spowiedź polityczna, albo wyznanie polityczne przekonania, Grodno 1792
18. Pamiętnik, albo zbiór krótki obchodzących szczególniej naród polski wiadomości dla oświecenia i pokazania prawdy stanu rzeczy polskich, brak miejsca wydania 1792
19. Uwagi nad pismem pt. Uniwersał do narodu pod dniem 29 maja 1792, brak miejsca wydania (1792)
20. Kontynuacja Fragmentu Biblia targowicka, Księgi Szczęsnego (Warszawa 1792); według J. Nowaka: wymienia ją również Korbut i Estreicher (za W. Smoleńskim)
21. Projekt prawa o sądzie ziemskim, wyd. S. Borowski: Kodeks Stanisława Augusta, Warszawa 1938, s. 228-235
22. Warszawianin na wojnie. Komedia, prawdopodobnie niewydana; inform. Estreicher XX (1905), 138.

Ponadto Kossakowski wydawał pisma urzędowe i pisma w sprawach Kościoła, zobacz Estreicher XX (1905), 136.

### Przekłady
1. M. de Lavalle: Lińska hrabina. Powieść polska, Supraśl 1789
2. L. S. Mercier: Groby Werony, czyli Romeo i Julia. Drama w 5 aktach, wyst. Warszawa 1799, rękopis: Biblioteka Narodowa (BOZ, sygn. 991); poprawiony przez L. A. Dmuszewskiego, wyst. Warszawa grudzień 1824
3. J. Delille: Cztery pory roku, fragm. przytacza I. Krasicki w: O rymotwórstwie i rymotwórcach w: Dzieła t. 3, Warszawa 1803; fragm. rękopisu: Ossolineum, sygn. 1286/I, s. 391-393.

### Listy i materiały
1. Do J. Staszewskiego z roku 1782, rękopis (odpis): Biblioteka Jagiellońska, sygn. 6339 IV k. 2 v.
2. Do I. Krasickiego z roku 1786 i odpowiedź Krasickiego, Sławianin t. 2 (1839), s. 229-230; z odpisu L. Bernackiego, Ossolineum, sygn. 7063/II wyd. Z. Goliński, M. Klimowicz, R. Wołoszyński w: I. Krasicki: Pisma wybrane t. 4, Warszawa 1954; Korespondencja Ignacego Krasickiego t. 2, Wrocław 1958
3. Do A. Naruszewicza z 8 września 1790, autograf: Biblioteka Czartoryskich, sygn. 922, s. 783; wyd. J. Platt w: Korespondencja Adama Naruszewicza, 1762-1796, Wrocław 1959
4. Do S. Sz. Potockiego 6 listów – z lat 1792–1793, rękopis: Ossolineum, sygn. 6851/I (odpisy W. Kalinki).